# Ranosild
Ranosild, també anomenat Ranosind, fou dux de la Tarraconense d'ençà almenys el 673 fins al 673.
El 673 es va entrevistar amb al cap de l'exèrcit visigot, Paulus, que anava a combatre la rebel·lió d'Hilderic a Nimes. Ambdós es van declarar en rebel·lió i Paulus fou ungit rei. Ranosild fou capturat per les forces dirigides per Vamba a Clausurae. Als rebels se'ls van confiscar els béns.